# Башкирський науково-дослідний центр з бджільництва та апітерапії
Башкирський науково-дослідний центр з бджільництва та апітерапії — провідна науково-виробнича державна установа Республіки Башкортостан з бджільництва, а також в апітерапії. Знаходиться за адресою: м. Уфа, вул. Менделєєва, 217А. Налічується 145 співробітників (2016), очолює установу генеральний директор А. М. Ішемгулов. Центр є некомерційною організацією і віднесений до державної власності Башкортостану.
Центр був створений на підставі розпорядження Уряду Республіки Башкортостан від 8 липня 1998 р. Указом Президента Республіки Башкортостан у 2000 році ДБУ БНДЦ з бджільництва та апітерапії визначено провідною установою республіки з проблем науки та виробництва в галузі бджільництва та апітерапії, на нього також покладено функції інспекторської служби по бджільництву.